# Roman Romančuk
Roman Romanovič Romančuk (in russo Роман Романович Романчук?, in ucraino Роман Романович Романчук?, Roman Romanovyč Romančuk; Stryj, 3 giugno 1979 – Odessa, 8 settembre 2016) è stato un pugile ucraino naturalizzato russo.

## Palmarès
Tutte le medaglie sono state conquistate in rappresentanza della Russia.

### Mondiali dilettanti
- 1 medaglia:
  - 1 argento (Mianyang 2005 nei pesi supermassimi)

### Europei dilettanti
- 1 medaglia:
  - 1 argento (Pula 2006 nei pesi massimi)

### Coppa del mondo
- 1 medaglia:
  - 1 oro (Mosca 2005 nei pesi massimi)